# Pylaisiella coreana
Pylaisiella coreana là một loài Rêu trong họ Hypnaceae. Loài này được (Nog.) Nog. miêu tả khoa học đầu tiên năm 1973.